# Trò chơi tình yêu (phim truyền hình)
Trò chơi tình yêu (tiếng Hàn: 위대한 유혹자; Romaja: Widaehan Yuhokja; còn được biết đến với tên tiếng Anh: The Great Seducer) là một bộ phim truyền hình Hàn Quốc lấy cảm hứng từ tiểu thuyết văn học Pháp thế kỷ 18 "Les Liaisons dangereuses" của Pierre Choderlos de Laclos.
Bộ phim có sự tham gia của các diễn viên chính Woo Do-hwan, Park Soo-young (Joy), Moon Ga-young và Kim Min-jae được khởi chiếu trên kênh MBC vào mỗi thứ Hai và thứ Ba hàng tuần lúc 22:00 (KST) bắt đầu từ ngày 12 tháng 3 năm 2018.

## Nội dung
Bộ phim là cuộc hành trình của những người trẻ giàu có tìm ra tình yêu đích thực khi đang tham gia vào một cuộc chơi tình yêu đẹp đẽ nhưng đầy nguy hiểm. Kwon Shi-hyun (Woo Do-hwan) đặt cược cả mạng sống vào cuộc chơi này để quyến rũ Eun Tae-hee (Joy). Sau khi gặp Kwon Shi-hyun, cách nhìn của cô về tình yêu dần thay đổi.

## Diễn viên

### Vai chính
- Woo Do-hwan vai Kwon Si-hyun

Một anh chàng nổi tiếng sát gái. Anh ta cược cả mạng sống của mình để quyến rũ Eun Tae-hee (Joy).
- Joy vai Eun Tae-hee

Một cô gái luôn cho rằng bị tình yêu lay động là điều đáng thương nhất trên đời. Nhưng sau khi gặp Si-hyun, Tae-hee nhận ra rằng bản thân đã quá coi thường tình yêu và cuối cùng rơi vào bẫy tình.
- Moon Ga-young vai Choi Soo-ji

Con gái của giám đốc bệnh viện.
- Kim Min-jae vai Lee Se-joo

Một tay chơi kiêm chaebol đời thứ 3 và là bạn thân của Si-hyun.

### Vai phụ
- Shin Sung-woo vai Kwon Seok-woo
- Jeon Mi-seon vai Seol Young-won: Mẹ của Eun Tae-hee
- Kim Seo-hyung vai Myung Mi-ri: Mẹ của Choi Soo-ji
- Moon Hee-kyung vai Oh Se-ri
- Lee Young-jin vai Jung Na-yoon
- Tae Hang-ho vai Priest Matteo
- Kim A-ra vai Bing Bing[7]
- Lee Jae-kyun vai Lee Ki-young
- Jeong Ha-dam vai Go Gyeong-ju
- Oh Ha-nui vai Park Hye-jung
- Shin Chang-joo vai Park Gyu-jeong

### Xuất hiện đặc biệt
- Han Sun-hwa vai luật sư.[8]

## Nhạc phim
Bad Boy

## Tỉ lệ người xem
Trong bảng dưới, hạng bên dưới được lấy từ phần trăm người xem tại Hàn Quốc, các con số màu xanh đại diện cho chỉ số xếp hạng thấp nhất và con số màu đỏ đại diện chỉ số xếp hạng cao nhất.